# Universidade NOVA de Lisboa
De Universidade NOVA de Lisboa (Nieuwe universiteit van Lissabon) is een openbare universiteit in de Portugese hoofdstad Lissabon. Gesticht in 1973 is het de jongste van de publieke hogeronderwijsinstellingen wat met de naamgeving expliciet wordt benadrukt.
De instelling had meer dan 20.000 studenten (2018), 1.750 professoren en personeelsleden verdeeld over vijf faculteiten, drie instituten en een school, die een verscheidenheid aan cursussen op verschillende kennisgebieden aanbieden.  Het rectoraat ligt in Campolide met campussen in het hele district Lissabon, waaronder ook in Oeiras, Caparica in Almada en Carcavelos in Cascais.